# Championnat de France de rugby à XV 1909-1910
Navigation
1908-1909 1910-1911

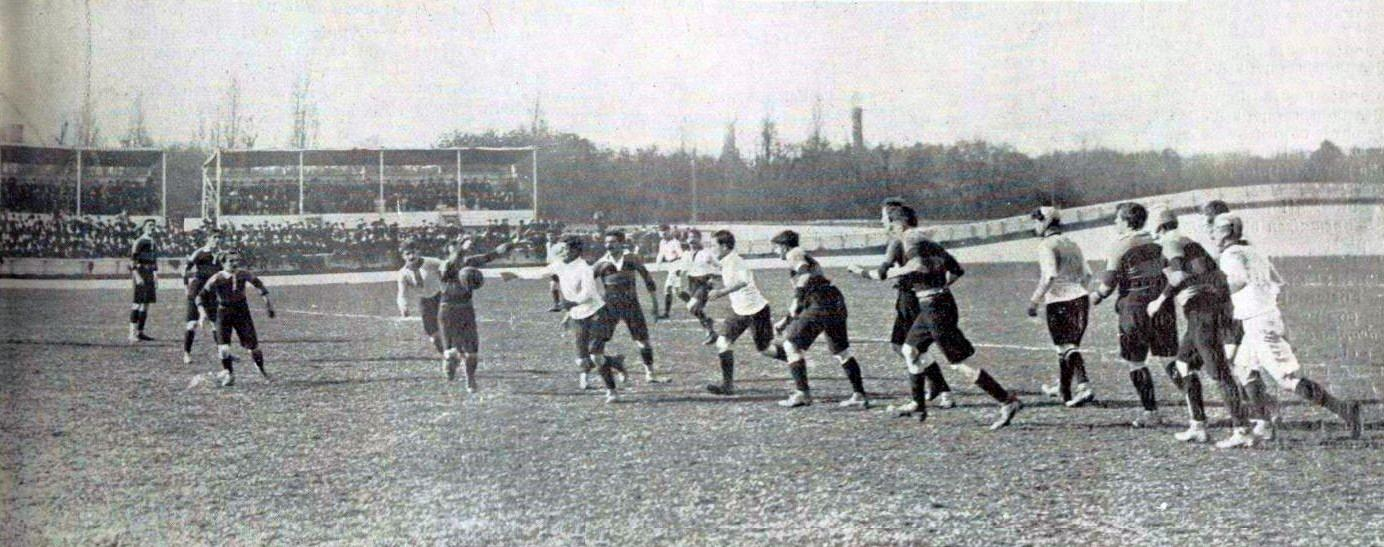
Une charge des avants lyonnais, champions de France de rugby 1910.

Le championnat de France de rugby à XV 1909-1910 est remporté par le FC Lyon qui bat le Stade bordelais sur le score de 13 à 8.

## Contexte
Le Tournoi des cinq nations 1910 est remporté par l'Angleterre, la France est dernière.

## Premier tour
- Le Havre bat Cognac 10-3 à Saint-Cloud le 27 février
- Poitiers bat Chartres par forfait (février)

## Quarts de finale
- FC Lyon bat Compiègne 11-6 à Compiègne le 20 mars
- RC Paris bat Le Havre 13-3 au Parc des Princes le 20 mars
- Bordeaux bat Poitiers 18-0 à Poitiers le 20 mars
- Tarbes bat Toulon 17-0 à Tarbes le 20 mars

## Demi-finales
- FC Lyon bat RC Paris 9-0 à Lyon le 3 avril
- Bordeaux bat Tarbes 16-3 à Bordeaux le 3 avril

## Finale
| Équipes         | FC Lyon - Stade bordelais |
| Score           | 13-8 (8-5) |
| Date            | 17 avril 1910 |
| Stade           | Parc des Princes, Paris |
| Arbitre         | Paul Meyer |
| Les équipes     | |
| FC Lyon         | Georges Vuillermet, Joannes Fischer, Joseph Bavozet, Marcel Bernard, Pierre Bavozet, Marcel Favre, Victor Gillon, Paul Mauriat, Marius Novel, Claude Martin, Debayeux, Gustave Denat, Jacques Brossy, Henri Ambert, Aristide Faucheux        |
| Stade bordelais | Alphonse Massé, Louis Mulot, Jean Jacques Conilh de Beyssac, Marcel Laffitte, Hélier Thil, Robert Monier, Herman Droz, Robert Blanchard, Delaye, Casamajor, Maurice Leuvielle, Fernand Perrens, Maurice Bruneau, W.C. Campbell, Henri Martin |
| Points marqués  | |
| FC Lyon         | 3 essais de Debayeux (2), Vuillermet 2 transformations de Favre |
| Stade bordelais | 1 essai et 1 transformation de Delaye 1 but sur arrêt de volée de Martin |

L'ancien stade du Lyon olympique universitaire est nommé en l'honneur de Georges Vuillermet, l'ancien joueur du FC Lyon. L'entraîneur Gallois du SBUC, Priest, est suspendu par l'USFA pour avoir enfreint les règles de l'amateurisme (étant salarié du club), mais il gagne son procès contre la fédération et continue d'entraîner le club bordelais.